# Larry E. Overman
Larry E. Overman es catedrático de Química en la Universidad de California, Irvine. Nació en Chicago en 1943. Se licenció en el Earlham College en 1965 y se doctoró en Química en la Universidad de Wisconsin-Madison en 1969 con Howard Whitlock Jr. El profesor Overman es miembro de la Academia Nacional de Ciencias de Estados Unidos y de la Academia Estadounidense de las Artes y las Ciencias. En 2003 recibió el Premio Arthur C. Cope y, en 2008, el Premio Tetrahedron a la Creatividad en Química Orgánica.
La investigación de Overman se centra en el desarrollo de nuevas reacciones químicas, en particular reacciones catalizadas por metales de transición, y la aplicación de esas reacciones a la síntesis de productos naturales. Overman es conocido sobre todo por el reordenamiento de Overman, una modificación del reordenamiento de Claisen de alcoholes alílicos para dar tricloroacetamidas alílicas.

## Carrera
El doctorado de Overman se centró en el mecanismo de reordenamientos relacionados con la biosíntesis de lanosterol a partir de óxido de escualeno a través de la lanosterol sintasa . Overman ha explicado que este trabajo le dio un amor que durará toda la vida por las reacciones de reordenamiento.  A esto le siguieron dos años como investigador postdoctoral en la Universidad de Columbia con Ronald Breslow, utilizando la unión no covalente de ciclodextrina como modelo de unión enzimática.
Larry Overman comenzó su carrera en la Universidad de California en Irvine en junio de 1971. El programa de posgrado de Irvine era reducido, por lo que en sus primeros trabajos Overman solía realizar los experimentos por sí mismo, incluido su descubrimiento inicial del reordenamiento de Overman. El paladio resultó ser el metal elegido para esta reacción, lo que le llevó a interesarse por la catálisis del paladio a largo plazo, incluida la reordenación de Cope catalizada por paladio(II), y más tarde a trabajar en reacciones de Heck intramoleculares en cascada. 
Overman ha realizado muchas síntesis totales de productos naturales, comenzando con la (±) -pumiliotoxina C (con Peter Jessup) a finales de los años setenta.  Este interés fue estimulado por una visita sabática de Samuel J. Danishefsky en 1977. 
Overman también ha trabajado extensamente en la reacción aza-Cope-Mannich, diseñada originalmente  para resolver un problema estereoelectrónico en la síntesis total de gefirotoxina . 
Overman describe esta reacción como "robusta",  y fue utilizada posteriormente en las síntesis totales de varios productos naturales, por ejemplo (-)-estricnina.  Una versión de ampliación de anillo de la reacción se utilizó en la síntesis de metabolitos secundarios como el ácido actinofílico. Una reacción relacionada, una cascada  Prins - Pinacol que produce un tetrahidrofurano, también ha sido ampliamente utilizada por el grupo de Overman,  por ejemplo en la síntesis total de (–)- magallanina, un alcaloide de Lycopodium.

## Premios
- Cátedra de verano Myron L. Bender y Muriel S. Bender, Universidad Northwestern (1994)
- Premio Arthur C. Cope, 2003
- Premio Tetrahedron a la Creatividad en Química Orgánica, 2008
- Premio Ryoji Noyori, 2015